# Lubowo (Litwa)
Lubowo (lit. Liubavas; alt. Lubów) – miasteczko na Litwie, na Suwalszczyźnie, w okręgu mariampolskim, w rejonie kalwaryjskim, siedziba gminy Lubowo.
Miejscowość leży przy samej granicy z Polską. Na południe od miasta przepływa Szeszupa.
Prawa miejskie Lubowo otrzymało od króla Augusta III Sasa w 1734 roku. Posiada herb z wyobrażeniem N. Panny Trempińskiéj.

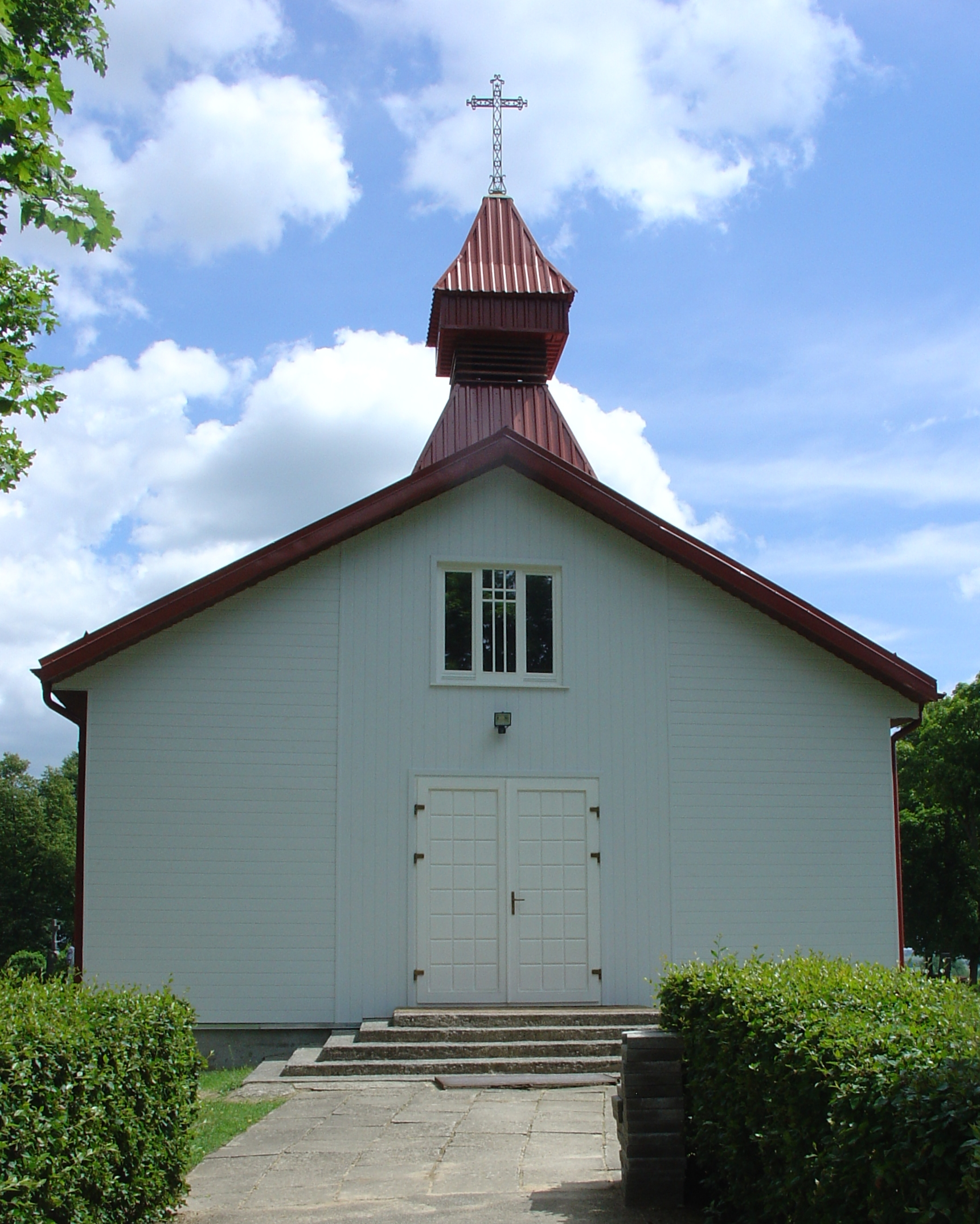
Kościół św. Trójcy

Miasteczko posiada kościół zbudowany w 1770 przez ks. J.A. Kozłowskiego, poświęcony w 1882.
Za Królestwa Polskiego Lubowo było miastem należącym do powiatu kalwaryjskiego w guberni suwalskiej. 1 stycznia 1853 utraciło prawa miejskie. Następnie był siedzibą wiejskiej gminy Lubów.
Ludność miasteczka w 1897 r. wynosiła 964 osoby, w 1923 r. 593 osoby (ubytek spowodowany w części wyjazdem Polaków zaangażowanych w opór zbrojny przeciw włączeniu miasteczka w granice Republiki Litewskiej), w 1959 323 osoby i w 2001 r. 300 osób.
Po powstaniu sejneńskim miejscowość znajdowała się w pasie neutralnym. Ludność polska, która w miasteczku przeważała, a w gminie lubowskiej stanowiła około połowy mieszkańców zwracała się do władz o przyłączenie do Polski. W listopadzie 1920 r. sterroryzowani przez bojówki litewskie miejscowi Polacy rozbroili posterunek policji litewskiej w Lubowie, wyparli z miasteczka nieregularne formacje litewskie i utworzyli uzbrojoną samoobronę.